# Tim Ballard
Timothy "Tim" Ballard é um ativista, palestrante e autor norte-americano. É o fundador e ex-CEO da Operation Underground Railroad (OUR), uma organização que combate o tráfico sexual. O filme de ação Sound of Freedom (2023), estrelado por Jim Caviezel, foi inspirado no trabalho de Ballard. Ele deixou a OUR em 2023 em meio a acusações de assédio sexual, manipulação espiritual, aliciamento e má conduta sexual.

## Juventude e educação
Ballard cresceu na Califórnia. Como membro de A Igreja de Jesus Cristo dos Santos dos Últimos Dias, serviu missão de dois anos no Chile. Posteriormente, ele frequentou a Universidade Brigham Young (BYU) e se formou cum laude com bacharelado em espanhol e ciências políticas. Ele então obteve um Master of Arts em política internacional pelo Monterey Institute of International Studies (agora parte do Middlebury College), graduando-se summa cum laude.

## Carreira
Ballard trabalhou para a Agência Central de Inteligência (CIA) e depois como agente especial no Departamento de Segurança Interna dos Estados Unidos.

### Operation Underground Railroad
Ballard fundou a organização sem fins lucrativos Operation Underground Railroad (OUR) em 2013. Ele atribuiu à sua organização o resgate de milhares de vítimas de tráfico. Ele informou os políticos sobre a questão do tráfico sexual de crianças, incluindo a conselheira especial do presidente, Ivanka Trump, em outubro de 2017. Ele foi convidado pelo presidente Donald Trump para participar de um conselho consultivo antitráfico da Casa Branca. A partir de 2014, Ballard treinou o pessoal do Gabinete do Xerife do Condado de Imperial no uso de software de mineração de dados que levou à prisão de um homem suspeito de distribuir pornografia infantil.
Em 14 de maio de 2015, Ballard testemunhou perante o Subcomitê de Direitos Humanos Globais de Relações Exteriores da Câmara do Congresso dos Estados Unidos, durante o qual recomendou procedimentos e práticas para resgatar crianças de redes de tráfico. A audiência centrou-se nas parcerias entre o governo dos EUA e organizações não governamentais que resgatam vítimas do tráfico. Em 6 de março de 2019, Ballard testemunhou perante a Comissão do Senado dos Estados Unidos sobre o Judiciário sobre a segurança da fronteira entre os EUA e o México e a sua relação com o tráfico sexual de crianças. Já em 2016, Ballard foi criticado por transmitir ataques sem levar em conta a privacidade das vítimas.
Ballard foi nomeado para o Conselho Consultivo de Parcerias Público-Privadas da Casa Branca para Acabar com o Tráfico de Pessoas em 2019. O Conselho foi encerrado conforme exigido pela legislação habilitadora em 30 de setembro de 2020.
Em outubro de 2020, o Gabinete do Procurador do Condado de Davis, Utah, iniciou uma investigação sobre reclamações de que OUR e Ballard haviam conduzido esforços ilegais de arrecadação de fundos. Nenhuma acusação foi apresentada e a investigação foi encerrada em 28 de março de 2023.
Ballard e apoiadores do OUR foram acusados de promover a teoria da conspiração QAnon já em 2020. Em julho de 2023, mês em que Sound of Freedom foi lançado, Ballard afirmou que esta afirmação não é verdadeira e é sendo usado para desacreditar ele e o filme. Numa entrevista com Jordan Peterson no mesmo mês, Ballard afirmou ter recentemente invadido uma fábrica de bebês na África Ocidental, onde crianças eram vendidas para comércio de órgãos e abuso em rituais satânicos. Esta afirmação foi afirmada pelo Insider como um eco de uma teoria QAnon.

### Acusações de assédio sexual e demissão da OUR
Em 2023, Ballard saiu da OUR. Na época, a revista Vice relatou: "Uma carta anônima enviada a funcionários e doadores do grupo antitráfico Operation Underground Railroad afirma que o fundador Tim Ballard deixou a organização recentemente após uma investigação interna sobre reivindicações feitas contra ele por vários funcionários". Posteriormente, a revista relatou que sua saída ocorreu após alegações de má conduta sexual. O conteúdo da carta anônima foi publicado na íntegra em 17 de setembro; alegou um padrão de preparação e manipulação de mulheres afiliadas à organização. Na mesma semana em que as alegações foram tornadas públicas, A Igreja de Jesus Cristo dos Santos dos Últimos Dias denunciou publicamente Ballard, afirmando que ele havia usado o nome do líder da igreja M. Russell Ballard (sem parentesco) para ganho pessoal, e ligou para seu conduta "moralmente inaceitável". Ballard negou as acusações, dizendo que: "São invenções infundadas destinadas a destruir a mim e ao movimento que construímos para acabar com o tráfico e a exploração de crianças vulneráveis".
Em 28 de setembro, várias ex-funcionárias e ex-contratadas divulgaram um comunicado por intermédio da advogada Suzette Rasmussen, em que endossaram as acusações contra Ballard, declarando que elas foram submetidas a "assédio sexual, manipulação espiritual, aliciamento e má conduta sexual". Naquela mesma manhã, o OUR divulgou um comunicado confirmando que havia iniciado uma investigação sobre as alegações quando elas foram feitas pela primeira vez e que, na conclusão dessa investigação, Ballard renunciou ao cargo.

### Outros trabalhos
Ballard foi o ex-CEO do The Nazarene Fund, uma organização cristã apoiada por Glenn Beck.

### Aparições na mídia
O documentário de 2016 The Abolitionists, produzido por Gerald R. Molen, apresentou as primeiras operações realizadas por Ballard e pela Operation Underground Railroad. Outro documentário do diretor Nick Nanton, Operation Toussaint, foi produzido em 2018, apresentando uma operação no Haiti que contou com o apoio do presidente haitiano Jovenel Moïse e da ex-congressista norte-americana Mia Love, de Utah.
A ESPN apresentou o técnico de Ballard e do Pittsburgh Steelers, Mike Tomlin, em um artigo que destacou a questão dos restaveks (crianças pobres que são "doadas", por seus próprios pais, a outras famílias) perto da fronteira do Haiti e da República Dominicana. Tomlin também escreveria o prefácio do livro de Ballard, Slave Stealers: True Accounts of Slave Rescues – Then and Now.
Um longa-metragem, Sound of Freedom, estrelado por Jim Caviezel como Ballard, foi anunciado em 2018 e lançado nos cinemas em 2023.

## Vida pessoal
Ballard e sua esposa Katherine estão casados há mais de 20 anos e têm nove filhos, dois dos quais foram adotados em uma operação policial no Haiti. Eles se conheceram na BYU. Em 2015, a família residia em Utah e Ballard era membro de A Igreja de Jesus Cristo dos Santos dos Últimos Dias. 
Em 2021, Ballard pagou a si mesmo 355 mil dólares em salário e remuneração como CEO da OUR. Em 2022, seu salário subiu para 546 548 dólares. 

## Prêmios
Ballard ganhou o Prêmio Empreendedor Social 2017 no Prêmio Ernst & Young Empreendedor do Ano 2017 no Utah Region Awards.